# 陳輔 (弘治進士)
陳輔（1461年—？年），字汝德，四川敘州府宜賓縣人，民籍，明朝政治人物。

## 生平
四川鄉試第二十二名舉人。弘治三年（1490年）中式庚戌科會試第十七名，三甲第一百八十四名進士。

## 家族
曾祖陳原；祖父陳志遠；父陳綱，母陶氏。重庆下。